# 환경 (계)
과학과 공학에서 계(system)는 연구되는 우주의 일부이고, 환경(environment)은 계의 경계 밖에 있는 나머지 우주이다. 주변(surroundings) 또는 이웃(neighborhood)이라고도 하며, 열역학에서는 저수지(reservoir)라고도 한다.

## 같이 보기
- 고정 (시각)
- 자극 (생리학)
- 환경
- 계